# Trite auricoma
Trite auricoma es una especie de araña saltarina del género Trite, familia Salticidae. Fue descrita científicamente por Urquhart en 1886.
Habita en Nueva Zelanda.

## Descripción
Los adultos miden entre 8,4 y 8,8 mm de largo. El cefalotórax es de color marrón oscuro y tiene forma rectangular y aplanada. El abdomen tiende a tener un patrón de colores marrón grisáceo y naranja. Cuando están completamente maduros, los machos tienen una banda clipeal amarilla que se asemeja a un bigote. Las hembras no tienen esta característica. Los machos también tienen un cuerpo más delgado y patas frontales más largas.

## Distribución y hábitat
Está ampliamente distribuido en toda Nueva Zelanda. T. auricoma a menudo se puede encontrar en hojas enrolladas de lino (Phormium) o debajo de las hojas caídas de Cordyline. T. auricoma también se puede encontrar debajo de piedras, en la vegetación y también en el suelo.

## Dieta
Como todas las arañas, Trite auricoma es un carnívoro obligado. En condiciones experimentales, se ha observado que T. auricoma juvenil se alimenta de áfidos y moscas pequeñas como Drosophila. En condiciones experimentales, T. auricoma fue más selectivo en cuanto a la elección de presas y se alimentó de pequeñas moscas y taquínidos.